# 蘇拉河 (梅津河流域)
64°41′29″N 47°47′23″E / 64.69139°N 47.78972°E

蘇拉河是俄羅斯的河流，由阿爾漢格爾斯克州負責管轄，屬於梅津河的右支流，河道全長221公里，流域面積約2,210平方公里，發源自季曼嶺，河水主要來自雨水和融雪，每年十一月至翌年四月結冰。